# 幌延町營軌道
幌延町營軌道是曾经存在于北海道幌延町的簡易軌道，是為了方便拓墾問寒別川流域地區，而從宗谷本線問寒别站開始鋪設的軌道。

## 路线数据
- 路線長度：問寒別-二十線，16.3公里
- 轨距：762毫米

## 历史
1930年，從問寒別站前至上問寒別（十六線）之間的殖民軌道通車，當時使用馬牽引車輛。由當地居民成立了運行組合，北海道政府提供補助金並監督軌道的維護。
1940年，由於前一年問寒別川氾濫，軌道停駛。該年日本白金鉻礦業株式會社修復了路線，開始用它來運輸軍需物品鉻砂。路線由十六線延伸到二十線與其後的礦場，約 4.3 公里。 次年，經北海道廳、營運組合、天鹽礦業株式會社（日本白金鉻礦業株式會社的子公司）協商，由天鹽礦業株式會社的社長擔任軌道運行組合長，並由天鹽礦業株式會社向北海道廳無償租賃軌道並負責運營。 
由於本路沿線為泥炭地形，地質軟弱，路基下沉和枕木腐蝕情況嚴重，沿線居民付出相當心力頻繁維修。日本白金鉻礦業株式會社修復路線後，鐵軌軌條從12磅更換為20磅，使路線獲得了完善的整備。。
1942年，引進一輛5噸級蒸汽機车、一輛2噸級汽油機車、一輛5噸級汽油機车。
第二次世界大戰結束後，停止了開採鉻砂和運輸，取而代之的是北方產業株式會社和後繼的幌延礦業株式會社（天鹽礦業株式會社的子公司）開採煤炭， 在1947年從二十線修建了一條長約3公里的煤礦用路線 。
战后，农林省将简易軌道的经营委托给各市町村。 1952年，幌延村（後來更名為町）從天鹽礦業接收了問寒別～十六線之間的軌道，同時以1,533萬日元的價格，收購了天鹽礦業出資的十六線～二十線區間路線以及設備和車輛。幌延村營軌道於同年9月開始營運。村營軌道開始營運時，有 5 輛汽油機車：一輛 7 噸級、三輛 5 噸級、一輛 1 噸級機車。自1953 年起，幌延村購買柴油機車以取代汽油機車。 1955年是業務最興盛的一年，運輸了煤炭33,000噸、木材13,000噸，還有旅客24,000人。
1956年，車庫因火災被燒毀，所有機車都受損，於是向大藏省借款 1200 萬日元以重建，且購入新機車。然而，1958 年春天煤礦坑發生進水事故，礦場陷入財務困境而於當年秋天被迫關閉，軌道失去了主要的貨運收入來源。 此外，在經濟快速成長時期，居民不再務農，問寒別地區人口下降，影響軌道的客運量與農產品運輸量，軌道因收入減少而陷入了經營危機。不過軌道仍擔負運輸生乳到雪印乳業問寒別工廠以及運出北海道大学天鹽實驗林砍伐的原木的工作 。
幌延町實施了徹底的合理化措施，例如調整票價、將軌道的町員工人數減少到四人，並在北海道開發局的協助下努力維護和改善軌道、設施和車輛。然而，從1968 年開始，平行的北海道道開始進行路線改善與冬季除雪，整年可作為軌道客運和貨運的替代選擇。所以町營軌道失去了存在的意義，於1971 年廢除。 
在車輛方面，幌延町曾希望能引入動力客车，但並未實現。直到停駛時仍使用由機車牽引的混合列車運營 。除幌延村（後來的幌延町）購買的機車外， 1957年後，由北海道開發局進行的改良項目還引進了新機車（屬於國有財產）。在最後時期，軌道的町有、國有柴油機車合計共有七輛，還有一輛柴油動力的旋轉式鏟雪車 。軌道廢除後，在市街中心的名林公園以戶外展示方式保存了一輛機車和一輛客車，作為兒童的遊樂設施。後來因為銹蝕而於1991年拆解 。簡易軌道車輛習慣上並不標註車號，但幌延町營軌道的所有機車與客車都有編號並標誌於車上。 

### 年表
- 1929 年（昭和 4 年）7 月：开始动工
- 1930年（昭和5年） 9月10日：公告開始營運
- 1939年（昭和14年） 8月14日：因暴雨造成問寒別川泛滥，全线停駛。
- 1940年（昭和15年）
  - 由于去年的水災而停駛。
  - 9月：日本白金鉻礦業株式會社對軌道路線進行緊急搶修，並延長路線至十五線、二十線、鉻砂礦場，恢復營運。
- 1941年9月：天鹽礦業株式會社開始營運。
- 1942 年9 月：開始使用一輛蒸汽機車和兩輛汽油機車。
- 1945 年8 月：礦場關閉，停止運輸鉻砂礦。
- 1947年6月：北方產業株式會社開始開採煤炭，從二十線延伸路線到煤礦場，開始運輸煤炭。
- 1952年9月1日：幌延村向天鹽礦業株式會社設施購回設施，軌道村營化。
- 1953年（昭和28年）：投入350萬日元引進7噸級柴油機車。
- 1956年12月15日：為防止引擎凍結而放置在機車庫內的煤爐發生火災，所有機車都受損。
- 1958年11月10日：煤礦場關閉，停止煤炭運輸業務。
- 1971年（昭和46年）
  - 5 月 31 日：最後運轉日。
  - 7月3日：停駛典禮。

## 車站列表
括號内標明常用站名與里程公里数。
- 問寒別 (市街, 0.0) - 問寒別第二 (宗谷, 2.2) - 中問寒第一 1 (四線, 6.3) - 中問寒第二 (八線, 8.5) - 上問寒第一 (十六線, 14.3) - 上問寒第二(二十線, 16.3)